# Ковалёвский
Ковалёвский — упразднённый в 1961 году населённый пункт в Троицком районе Челябинской области России. Территория вошла в черту посёлка Херсонский.

## География
Расположен был в юго-западной части района, в пределах Зауральского пенеплена, у реки Чернушки.

## История
Упразднён в 1961 году согласно Решению исполкома Челябинского облсовета депутатов трудящихся от 10.10.1961 N 532 «О переименовании некоторых населенных пунктов в Троицком районе Челябинской области» от 10 октября 1961 г. N 532, со слияниям населённых пунктов
Херсонский, Ковалевский и Зуккерский в один — посёлок Херсонский